# オーランド・パイレーツFC
オーランド・パイレーツFC（英: Orlando Pirates Football Club）は、南アフリカ共和国北東部の都市、ヨハネスブルグのソウェト・オーランド地区に本拠を置くサッカークラブである。1937年に創設された南アフリカ最古のサッカークラブである。当初のクラブ名はオーランド・ボーイズ・クラブ (Orlando Boys Club) だったが、1939年に現在のクラブ名に改められた。愛称はバッカニアーズ（Buccaneers, 海賊）。1995年にはコートジボワールのASECミモザを決勝で降してアフリカチャンピオンズカップに優勝した。

## タイトル

### 国内タイトル
- リーグ（NPSL）：4回

1971, 1973, 1975, 1976
- リーグ（NSL）：1回

1994
- リーグ（PSL）：4回

2000-01, 2002-03, 2010-11, 2011-12
- カップ：9回

1973, 1974, 1975, 1980, 1988, 1996, 2010-11, 2013-14, 2022-23
- リーグカップ：1回

2011
- MTN8：11回
  - 1972, 1973, 1978, 1983, 1993, 1996, 2000, 2010, 2011, 2020, 2022

### 国際タイトル
- CAFチャンピオンズリーグ：1回

1995
- CAFスーパーカップ：1回

1996

## 歴代監督
- ジョー・フリックルトン 1995
- ミルティン・スレドイェヴィッチ 2006
- ルート・クロル 2008-2011
- ホジェル・デ・サ 2012-2014

## 歴代所属選手
- ジョモ・ソノ
- ウィリアム・オクパラ 1989-2005
- マーク・フィッシュ 1993-1996
- ヘルマン・ムカレレ 1993-1997
- シブシソ・ズマ 1995-1999
- スティーブ・レコエレア 1997-2005
- デニス・ロタ 1998-2002
- ベネディクト・ビラカジ 1999-2007
- タボ・ムンゴメニ 1999-2002
- ムブレロ・マビゼラ 2001-2003
- シヤボンガ・ノンベテ 2006
- センゾ・メイワ 2005-2014
- テコ・モディセ 2007-2011
- ベニー・マッカーシー 2011-2013